# Боевая команда, вперёд!
Боевая команда, вперёд! (англ. Action League Now!) — детский короткометражный мультсериал, который был частью All That, а затем КаБлам!. Сериал рассказывает о приключениях лиги супергероев, которая состоит из фигурок, игрушек и кукол.

## Сюжет
Сюжет рассказывает о лиге героев и о героях, таких как Здоровяк, Девочка-молния, Водолаз-вонючка, Человек-смола, о их лидере Шефе и о их враге Мэре, который творит злодейские планы. Вместе они борются с преступностью.

## Персонажи
- Здоровяк — большая фигурка. Сильный герой.
- Девочка-молния — женский член команды. Умеет летать.
- Человек-смола — слабый член команды. Полностью состоит из смолы и может таять.
- Водолаз-вонючка — маленькая фигурка. Имеет вонючий запах и говорит с арабским акцентом.
- Шеф — босс лиги героев.
- Мэр — главный враг Боевой команды.
- Билл — учёный, который часто путает свои эксперименты.
- Ералаш — робот, полученный из перемолотого в миксере нормального человека, превращённого в робота-уродца учёным Биллом. Раньше был бухгалтером Боевой команды, по вине которой же стал уродом и именно за это пытается отомстить Боевой команде.

## Эпизоды
| № | Название                           | Дата премьеры    |
| --- | ---------------------------------- | ---------------- |
| 1 | «Pilot»                            | март 21, 1998    |
| - In the Whine of Fire - The Wrath of Spotzilla |                                    |                  |
| 2 | «Action League Goes to the Movies» | ноябрь 25, 2001  |
| - Armageddon Outta Here - Incident at Chlorine Lake - Yurplastic Park - A Star is Torn |                                    |                  |
| 3 | «Smash Hits»                       | декабрь 2, 2001  |
| - Road to Ruin - Nightmare on Memory Lane - Roughing the Passer - And Justice for None |                                    |                  |
| 4 | «Science Friction»                 | декабрь 9, 2001  |
| - Tears of a Clone - What's Eating The Flesh - The Quarky Syndrome - Science Fiction Parody |                                    |                  |
| 5 | «Action League Rocks!»             | декабрь 16, 2001 |
| - Rock-A-Big Baby - Hit of Horror - In the Whine of Fire – |                                    |                  |
| 6 | «Stinky Diver: Behind the Mask»    | декабрь 23, 2001 |
| - Flippers of Fury - Mad Dogs and Englishmen - Stink or Swim - Winds of Evil |                                    |                  |
| 7 | «The Chief: Look Back in Anger»    | декабрь 30, 2001 |
| - Hey! Who Stole My Face? - Fatter - Grief for The Chief - Dog Day Afterschool |                                    |                  |
| 8 | «I'll Melt for You»                | январь 6, 2002   |
| - Meltman at Large - Melty's Girl - Tune Up of Terror - In the Belly of the Beast |                                    |                  |
| 9 | «Monster Mashed»                   | январь 13, 2002  |
| - Attack of Spotzilla (Part 1) - Attack of Spotzilla (Part 2) - Melty Dearest - Rags to Riches |                                    |                  |
| 10 | «The Many Faces of Evil»           | январь 20, 2002  |
| - Revenge of Hodge Podge – - A Flesh of Brilliance - Big Baby - Voice of Treason |                                    |                  |
| 11 | «His Dishonor»                     | январь 27, 2002  |
| - Turkey of Terror - Chickie Chickie Bang Bang - No Fly Zone - Testimony of Terror |                                    |                  |
| 12 | «Naked Came the Numskull»          | февраль 3, 2002  |
| - The Naked and the Dumb - Danger for a Dignitary - Flesh and Blood - RoboFlesh |                                    |                  |
| 13 | «Thunder Girl: Tracking The Storm» | февраль 10, 2002 |
| - Thunder and Lightning – Thunder Girl has competition with Lightning Lady, who turns out to be an evil infiltrator. - Caged Thunder – The Action League is captured by the Nextdooria Force, whose General plans to dominate the world with missiles. - Art of Thunder – The Action tries to recover a picture stolen by The Mayor. - Sinkhole of Doom – The Action has to rescue Piers from the sink, while Thunder Girl and Stinky wind up trapped on a ceiling fan. |                                    |                  |